# Metropolitana di Suzhou
La metropolitana di Suzhou è la metropolitana che serve la città cinese di Suzhou.
La rete si compone di tre linee, inaugurate rispettivamente nel 2012, nel 2013 e nel 2017. Sono al momento in costruzione le linee 3 e 5, che verranno aperte fra il 2019 e il 2021, e quasi raddoppieranno l'estensione dell'attuale rete.

## Linee

### Linee in servizio
| Linea   | Capolinea (Distretto)    | Capolinea (Distretto)          | Apertura | Ultima estensione | Lunghezza | Stazioni |
| ------- | ------------------------ | ------------------------------ | -------- | ----------------- | --------- | -------- |
| Linea 1 | Mudu (Wuzhong)           | Zhongnan Jie (Gusu)            | 2012     | —                 | 25,74 km  | 24       |
| Linea 2 | Qihe (Xiangcheng)        | Sangtian Dao (Gusu)            | 2013     | 2016              | 40,4 km   | 35       |
| Linea 4 | Longdaobang (Xiangcheng) | Tongli (Wujiang) Muli(Wuzhong) | 2017     | —                 | 52,8 km   | 38       |
| Totale  | 118,9                    | 97                             |          |                   |           |          |

### Linee in costruzione
| Linea   | Capolinea     | Capolinea   | Apertura prevista | Inizio lavori | Lunghezza | Stazioni |
| ------- | ------------- | ----------- | ----------------- | ------------- | --------- | -------- |
| Linea 3 | Suzhouxinqu   | Weiting     | 2019              | 2014          | 45,2 km   | 31       |
| Linea 5 | Jisanzhongxin | Yangchenghu | 2021              | 2016          | 44,1 km   | 34       |
| Totale  | 89,3          | 65          |                   |               |           |          |